# Menora
Menora (heb. מנורת שבעת הקנים, što na hrvatskom jeziku znači svijećnjak) je sedmerokraki ili osmerokraki svijećnjak koji je važan za Židove, od kojih je devetokraki osobito važan za vrijeme Hanuke, dok je sedmerokraki svećnjak bio jedan od glavnih objekata u šatoru za vremena lutanja Hebreja po pustinji koja je trajala mnogo godina, i kasnije, u Hramu u Jeruzalemu. Osmerokraki svijećnjak (s dodatnim postoljem za šamaš, odnosno pomoćno svjetlo) još uvijek se koristi kao glavni element pri slavljenju osmodnevnog velikog hebrejskog praznika Hanuke, praznika svjetla. 
Menora iz Šatora sastanka opisana je na dva mjesta u Bibliji (Izlazak 25, 31—40; 37, 17—24). Naviješćeno je (Izlazak 25, 40) da je Bog Mojsiju pokazao obrazac za njenu izradu na brdu Sinaju. Osmerokraka menora za Hanuku, obično kao uzor, uzima menoru iz Hrama, iako je također ona poprimila i čitav niz drugih oblika. Prema tradiciji Židova, prve noći praznika na njoj se pali jedno svjetlo i tijekom svake od sljedećih sedam noći dodaje se još po jedno, sve dok se ne zapale svi kraci na osmerokrakoj menori. Tada završava Hanuka. U jeruzalemskome Solomonovom hramu, stajala je zlatna sedmokraka menora, napunjena maslinovim uljem. Simbolizira Božju mudrost, dok je Toru simboliziralo svjetlo. Za vrijeme slavljenja Hanuke, koristi se osmerokraka menora. Menora, zajedno s Davidovom zvijezdom, predstavljaju glavne simbole u judaizmu.